# Санта-Крус-дель-Норте
Са́нта-Крус-дель-Но́рте (исп. Santa Cruz del Norte) — муниципалитет и город в провинции Маябеке на Кубе. Город основан в 1800 году.
Площадь муниципалитета составляет 376 км². Численность населения муниципалитета в 2004 году — 32 576 человек, а плотность — 86,6 чел./км².
Город Санта-Крус-дель-Норте расположен на востоке провинции, между городами Гавана и Матансас, в устье реки Санта Круз. Город был построен рыбаками, и получил статус центра муниципалитета только в 1931 году.

## История
В 1985 году при содействии Польши в городе Санта-Крус-дель-Норте началось строительство фабрики по производству картона.
В Санта-Крус-дель-Норте находится производство рома кампании Havana Club, здесь производятся все темные сорта рома. Кроме того, в муниципалитете производится электроэнергия, добывается нефть и развито рыболовство.
В состав муниципалитета Санта-Крус-дель-Норте входят районы Бока-де-Харуко, Хибакоа, Аркос-де-Канаси и собственно Санта-Крус-дель-Норте.
С 24 по 31 июля 2010 года в муниципалитете состоялся 66-й международный молодёжный конгресс эсперанто.

## Демография
Численность населения муниципалитета 32 576 человек (по состоянию на 2004 год).
- Добыча нефти в районе Бока-де-Харуко
- Деревня в устье реки Харуко